# Emily Fields

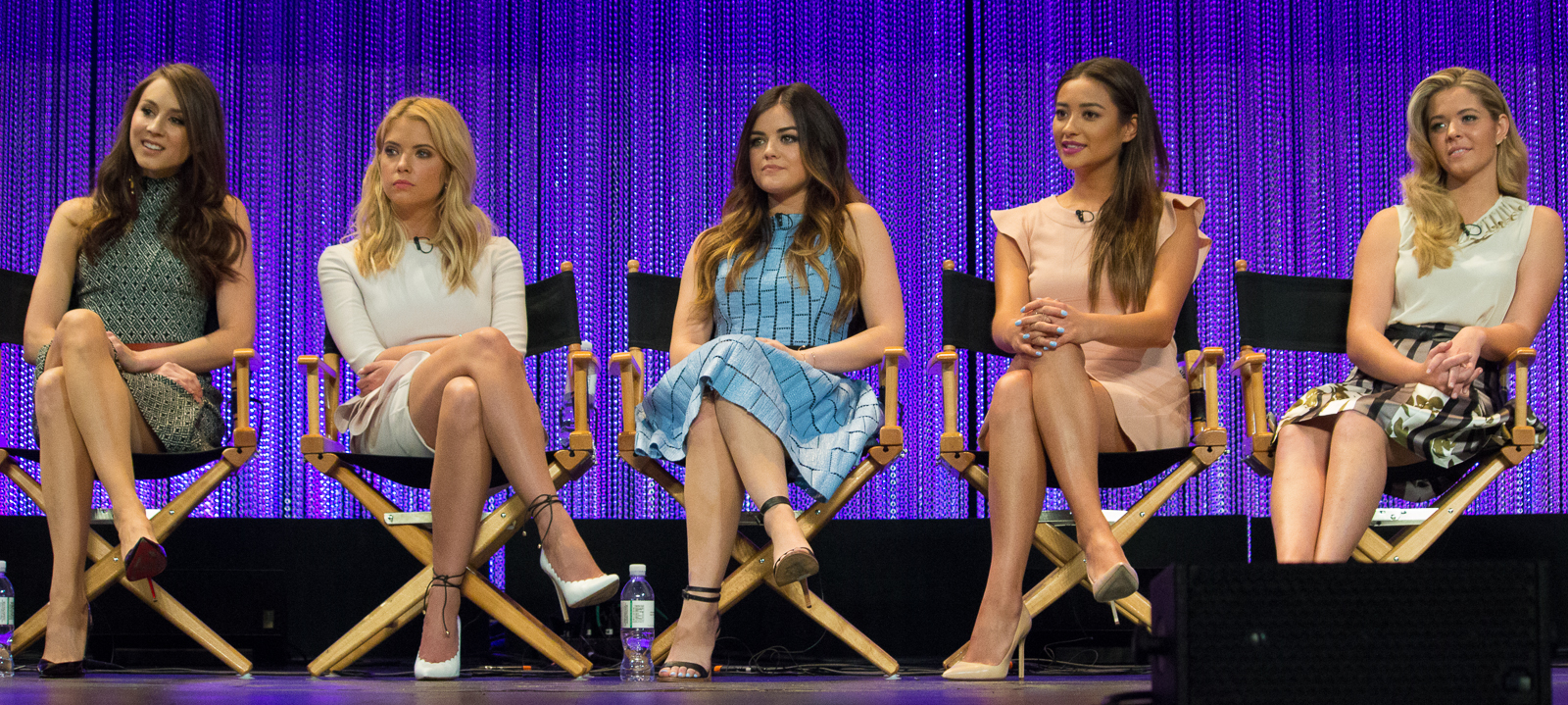
Cast van Pretty Little Liars, met Shay Mitchell in het roze

Emily Catherine Fields is een personage uit Pretty Little Liars, ze is een van de vijf hoofdpersonen. De andere hoofdpersonen, in de serie haar beste vriendinnen, zijn Aria Montgomery, Hanna Marin, Spencer Hastings en Alison DiLaurentis. Ze is geboren op 19 november 1993 in Rosewood, Pennsylvania. De rol van Emily Fields wordt gespeeld door Shay Mitchell.

## Uiterlijk
Emily is een meisje met lang bruin haar en bruine ogen. Ze heeft brede schouders en slanke, gespierde benen. Om haar pols draagt ze een vriendschapsbandje dat ze kreeg van Alison. Ze draagt meestal spijkerbroeken en zwemkleding.

## Karakter
Emily is de atlete van de groep. Ze neemt deel aan zwemwedstrijden. Ze is Iers, Schots, Koreaans en Filipijns. Emily wist dat ze lesbisch was toen ze gevoelens kreeg voor haar beste vriendin Alison. Later krijgt ze een relatie met Maya st. Germain. Emily is een loyale vriendin. Ze is zorgzaam en gevoelig. Ze probeert om haar vriendinnen te beschermen.